# Morciano di Romagna

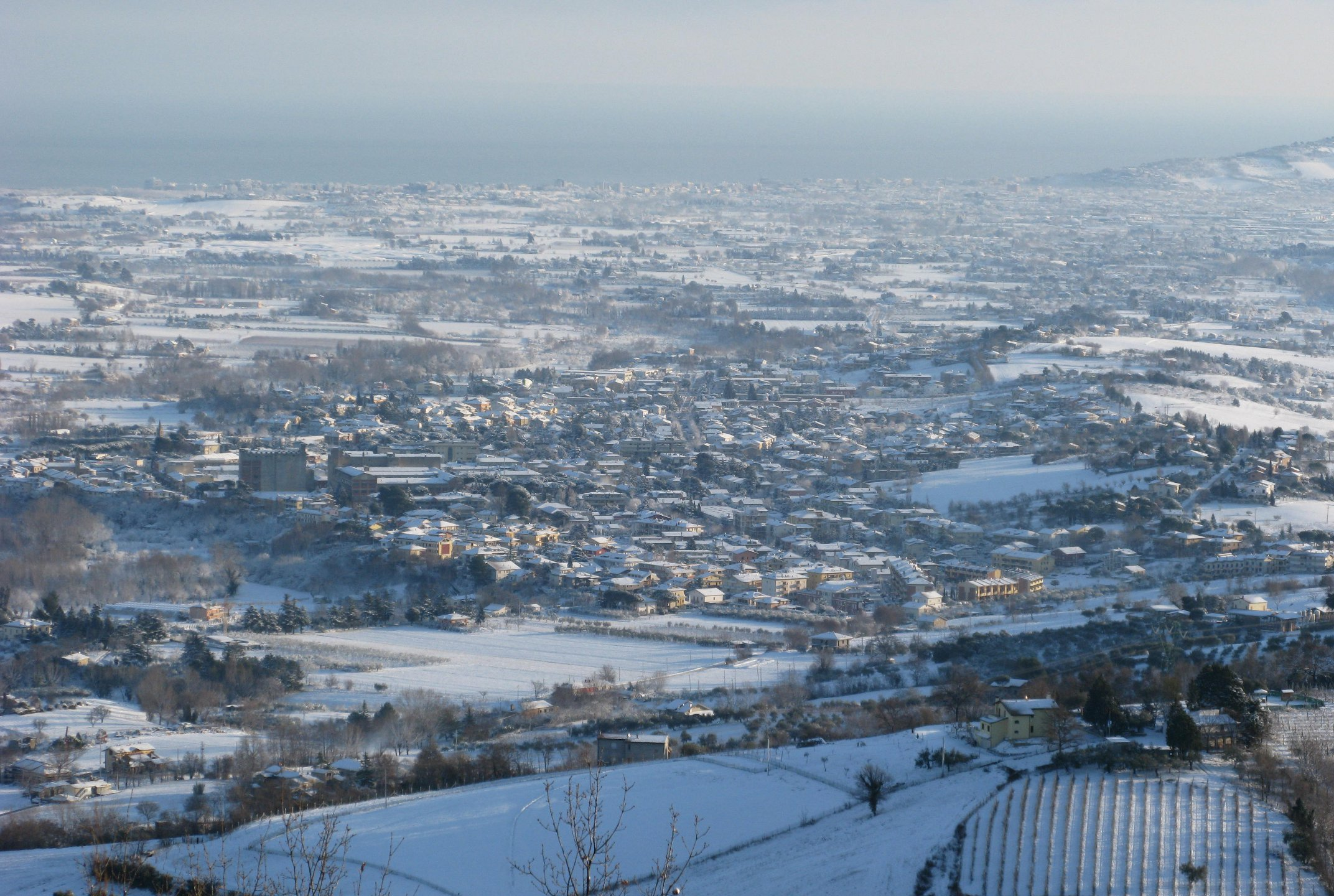
Morciano sotto la neve.

Morciano di Romagna (Murzèn o Murcièn in romagnolo) è un comune italiano di 7 251 abitanti della provincia di Rimini in Emilia-Romagna.

## Geografia fisica
Il comune, situato a sud rispetto al capoluogo di provincia, occupa una piccola porzione di territorio adiacente alle prime colline dell'Appennino tosco-romagnolo.
A breve distanza si trovano i confini con le Marche (provincia di Pesaro-Urbino) e con San Marino.
L'area è percorsa dal fiume Conca che, a cavallo tra Emilia-Romagna e Marche, sfocia nel mar Adriatico.

## Storia
Il primo documento in cui Morciano è menzionato è il Codice bavaro, cioè il registro delle investiture concesse dalla Chiesa di Ravenna nei secoli VIII, IX e X, dei fondi che questa possedeva nei territori di Rimini, Senigallia, Osimo, Urbino, Pesaro e Montefeltro. 
Qui si nomina un "fundus Morciani", un appezzamento di terra appartenente forse a qualche proprietario riminese. Era sicuramente abitato (da chi sull'appezzamento lavorava), ma non esisteva alcuna entità politica o civile.
In seguito Morciano diventa un "castrum" come ci attesta l'atto, datato 1014, con cui il feudatario riminese Bennone di Vitaliano cede al figlio Pietro il "castrum integrum quod vocatur Morcianum cum Capella ibi fundata cui vocabulus est S. Johannes". Nel 1061 San Pier Damiani, della congregazione di Fonte Avellana, fonda, a 2 km circa dal centro di Morciano, sulla riva destra del Conca, l'abbazia dedicata a San Gregorio, la quale diviene ben presto punto di riferimento della vita religiosa ed economica della bassa Valconca. Morciano perde progressivamente importanza e la sua popolazione si trasferisce sulle circostanti colline o va alle dipendenze del monastero di San Gregorio. Nel 1069 Pietro di Benno, con il consenso di Erigunda sua moglie, fa donazione al monastero di una cospicua quantità di beni fra cui il castello di Morciano e li castello di Mondaino. Da questo momento Morciano è alle dipendenze dell'abbazia di San Gregorio e qui viene trasferita parte dei mercati che si svolgevano nel suo borgo. 
Nel XIV secolo Morciano è diviso in due parti: il suo territorio alla destra del Conca, ciò che restava del borgo, apparteneva al comune di Montefiore, mentre i terreni a sinistra del fiume, sui quali, fra l'altro, erano presenti numerosi mulini, erano sottomessi al comune di San Clemente. Morciano quindi continuava ad esistere ma era solo un "forum" o "emporius", come viene definito in uno statuto montefiorese, il cui controllo era fonte di notevoli entrate per il comune di Montefiore. Quest'ultimo aveva la facoltà di determinare pesi, misure e dazi delle merci portate sui mercati morcianesi. Tale egemonia montefiorese causò in passato non pochi contrasti tra i comuni che allestivano mercato a Morciano.
Nella seconda metà del secolo XVI, quando per Montefiore Conca era ormai cominciata la decadenza, i suoi consiglieri decretarono, in accordo con la Camera apostolica, il trasferimento dei mercati di Morciano entro le mura della loro rocca pensando così di arginare la crisi del loro comune. Ma tale scelta non portò ai risultati attesi, e così, dopo pochi anni, i mercati furono riportati a Morciano, che da questo momento conosce un continuo sviluppo. Una nuova chiesa parrocchiale viene fatta costruire, per disposizione dell'abate di Scolca, dove sorge l'attuale, il che ci fa pensare che tutt'attorno ad essa dovesse già esistere un nuovo borgo.
Nel 1621 viene svolto il primo censimento il quale rileva sul territorio la presenza di 53 famiglie per un totale di 283 abitanti. Nel 1797 le truppe napoleoniche che avevano invaso l'Italia, imposero la soppressione e la chiusura dell'antica abbazia di San Gregorio. Ogni suo bene fu acquisito dal conte riminese Luigi Baldini il quale fece trasferire la ricca fiera di San Gregorio, che per secoli si era tenuta nel chiostro del monastero, a Morciano, determinando così un ulteriore impulso alla vita commerciale del paese.
Nel 1827 Morciano diventa "appodiato" del comune di San Clemente e più tardi, nel 1857 per decreto di Pio IX, diventa comune autonomo.
Nel 1862 assume il nome di Morciano di Romagna.
L'elezione a comune fu la logica conclusione di un processo di espansione in cui Morciano, da piccolo borgo, con poche case attorno alla chiesa parrocchiale, divenne paese, con una popolazione che nel 1865 raggiungeva i 1 503 abitanti.

## Monumenti e luoghi d'interesse
A nord est del paese si trovano le rovine dell'abbazia di san Gregorio, edificio di notevole rilevanza storica. Nonostante i secoli trascorsi, è tuttora visibile l’impianto generale con alcune imponenti strutture.
Nella piazza dedicata a Boccioni, scultore di origini morcianesi,si trova una scultura di Arnaldo Pomodoro, che qui nacque nel 1926.

## Società

### Evoluzione demografica
Abitanti censiti

### Etnie e minoranze straniere
Secondo i dati ISTAT al 31 dicembre 2009 la popolazione straniera residente era di 780 persone. Alcune nazionalità, rappresentate in base alla loro percentuale sul totale della popolazione residente, erano:
- Albania 270 3,91%
- Repubblica di Macedonia 106 1,53%
- San Marino 35 0,50%

## Cultura

### Eventi

#### Fiera di san Gregorio
Ogni anno nel mese di marzo nella settimana attorno al 12, si svolge la centenaria Fiera di San Gregorio. L'evento, che fino al XIX secolo si teneva nell'antica Abbazia di San Gregorio, oggi attira migliaia di visitatori da tutta la provincia di Rimini e da quella di Pesaro. La fiera è animata da bancarelle di prodotti gastronomici, trattorie all'aperto, esposizioni di automobili, trattori, piante e comprende spettacoli di vario genere.

## Economia
Le realtà economiche più rilevanti, trasferitesi ultimamente fuori comune, sono state il Pastificio Ghigi (fondato nel 1870), attualmente operante nel limitrofo comune di San Clemente, già sponsor di una squadra professionistica di ciclismo,campione d'Italia a squadre ed il Gruppo E. Gaspari (fondata a Morciano di Romagna agli inizi del Novecento), casa editrice fornitrice della pubblica amministrazione che nel 2014 si è trasferita a Granarolo dell'Emilia, nella città metropolitana di Bologna. Notevole importanza economica riveste la ultracentenaria Casa di cura Montanari.

## Infrastrutture e trasporti
Il comune è collegato ai comuni limitrofi e alla costa adriatica tramite strade provinciali.

## Amministrazione

Gonfalone comunale

Di seguito è presentata una tabella relativa alle amministrazioni che si sono succedute in questo comune.